# Уильямсон, Ричард
Ричард Нельсон Уильямсон (англ. Richard Nelson Williamson; 8 марта 1940, Лондон — 29 января 2025, Маргит, Юго-Восточная Англия) — британский католический епископ-лефеврист, один из членов Священнического братства святого Пия Х, после исключения из которого в октябре 2012 года основал собственную группу под названием «Священническое братство св. Пия X (Корпус Марии)». Известен конспирологическими и антисемитскими взглядами, отрицал Холокост и верил в правдивость «Протоколов сионских мудрецов», главными врагами называл «евреев, коммунистов и масонов».

## Биография

### Детство и юность
Ричард Нельсон Уильямсон родился 8 марта 1940 года в Бакингемшире в семье англичанина Джона Уильямсона и американки Хелен Нельсон. Его отец до пенсии работал менеджером компании Marks & Spencer, а мать посвятила себя дому. В 1946 году Ричард поступил в школу Даунсенд для мальчиков до 13 лет, где, по его словам, получил «очень хорошее образование». Это позволило ему успешно сдать вступительные экзамены в престижный Винчестерский колледж и получить стипендию для дальнейшего обучения. В колледже Уильямсон впервые стал ощущать неудовлетворённость англиканством и впитывать негативное мировоззрение, поддаваясь цинизму, сарказму и пессимизму. Это привело к демонстративному непринятию религиозных обычаев, принятых в колледже, и снижению религиозности.
После окончания колледжа Уильямсон подал документы в Оксфордский университет, но получил отказ. Тогда он поступил к Кембриджский университет (Клэр-колледж), который окончил со степенью магистра гуманитарных наук в области английской литературы. Первая работа Уильямсона была связана с журналистикой: с осени 1961 года он стал писать статьи и критические обзоры для Вестерн Мэйл, однако постоянно сталкивался с недовольством редакторов издания. Последней каплей в журналистской карьере Уильямсона стал эпизод, когда его заставили переписать отрицательный отзыв на работы немецкого художника Ханса Файбуша, украсившие новопостроенное здание мэрии Ньюпорта.

### Карьера учителя и обращение
Нуждаясь в работе, Уильямсон в 1963 году стал учить в школе Даунсенд, а через год отправился учителем в Гану, которая недавно получила независимость, но всё ещё испытывала потребность в британских учителях. В 1965 году он вернулся в Лондон и стал преподавать языки в школе святого Павла.
Годы преподавания в Гане и затем в Лондоне стали для Уильямсона периодом активного поиска истины. Благодаря знакомству с Малкольмом Маггериджем, многими католическими священниками, чтению работ Джона Вивиана о моральном порядке в работах Шекспира, а главным образом благодаря систематическому изучению трудов Фомы Аквинского, в частности его Суммы теологии, он пришёл к признанию католической веры.
Посреди учебного года 1969—1970 Уильямсон, не видя своего будущего в качестве учителя, принял решение оставить эту работу. Он собрал вещи и отправился в горную местность Шотландии, где провёл несколько месяцев, изучая Фому Аквинского и предаваясь молитве и созерцанию. Вскоре после этого Уильямсон стал католиком. Накануне Рождества 1970 года он встретился со священником Джоном Флэнаганом из Суссекса, который предложил принять его в Католическую церковь и сказал вернуться с окончательным ответом через три недели. Уильямсон согласился, и принятие состоялось 23 января 1971 года в церкви святого Иоакима в Полгейте.

### Путь священника
После своего обращения Ричард Уильямсон отправился в путешествие по местам явлений Девы Марии на европейском континенте: среди прочего он посетил Лурд, Гарабандал, Фатиму, позднее — ряд мест в Германии, Австрии и Италии. По его возвращении в Англию отец Флэнаган настоял, чтобы он попробовал себя в роли священника. После неудачного интервью на просмотре кандидатов в местную семинарию (епархии Арундела и Брайтона) Уильямсон той же осенью 1972 года был принят кандидатом в Лондонский ораторий. Однако и там он не продержался долго, поскольку, по выражению отца Флэнагана, «не мог держать свой большой рот на замке». Священник вынужден был признать, что единственное подходящее место для Уильямсона — это семинария архиепископа Марселя Лефевра в Эконе.
В декабре 1972 года Ричард Уильямсон, окончив тридцатидневные упражнения святого Игнатия Лойолы, поступил в семинарию Братства святого Пия X (FSSPX) в Эконе и уже в феврале 1973 года получил сутану. Имеющееся образование позволило ему пропустить курс латыни и первый год философии, так что пятилетний срок обучения в его случае сократился до 3,5 лет.
29 июня 1976 года Ричард Уильямсон был рукоположен архиепископом Лефевром в священники. Его первым назначением стала низшая духовная семинария в Вайсбаде, где он преподавал философию, однако уже через год он вынужден был перейти в Экон, поскольку четверо преподавателей (и 15 семинаристов) покинули Братство в поисках более либеральной семинарии. Там он преподавал следующие пять лет. В 1983 году он прибыл в Риджфилд, штат Коннектикут, в качестве ректора расположенной там семинарии FSSPX.

### Служение епископа
30 июня 1988 года Ричард Уильямсон, наряду с тремя другими священниками FSSPX, был рукоположен в епископы архиепископом Лефевром и бразильским епископом Антониу де Кастро Майером. На епископском гербе Уильямсона изображён английский геральдический лев, размахивающий мечом над головой, похожий на льва на гербе святого Пия Х. Фон окрашен в голубой цвет в честь Девы Марии. Ниже льва находится крест с английской розой. Девиз «Fidelis inveniatur» заимствован у святого Павла: «От домостроителей же требуется, чтобы каждый оказался верным» (1Кор. 4:2).
Поскольку рукоположения были совершены без разрешения Святого Престола, папа римский Иоанн Павел II заявил, что «непослушание подобного рода, заключающее в себе практический отказ признания римского примата, представляет собою раскольнический акт», и подтвердил, что архиепископ Лефевр и четверо рукоположенных епископов «навлекли на себя предусмотренное церковным правом тяжкое наказание отлучения». Братство св. Пия Х называет обвинения несправедливыми, а рукоположения епископов считает оправданными, приводя богословские и канонические аргументы в свою защиту.
После своего рукоположения епископ Уильямсон продолжил занимать позицию ректора семинарии, которая как раз в том же году переезжала из Риджфилда в Уинону, штат Миннесота. В этой семинарии он проработал, занимаясь воспитанием и обучением семинаристов, до 2003 года. После этого он был назначен ректором семинарии FSSPX в Ла-Рехе (Аргентина). Чуть ранее, в 1999 году, он отказался от должности регионального настоятеля в Азии, куда его собирался назначить генеральный настоятель Бернар Фелле. Отказ он обосновывал недостаточным опытом своего будущего преемника на посту ректора семинарии в Уиноне, однако биограф Уильямсона полагает, что попытка перевести его на Филиппины была частью кампании епископа Фелле по борьбе с сопротивлением внутри FSSPX.
21 января 2009 года Папа Бенедикт XVI снял с епископов Братства отлучение. Канонический статус Братства святого Пия Х при этом остался неопределенным: Бенедикт XVI заявил, что институт «не имеет канонического статуса в Церкви, его члены не занимают в Церкви законных должностей». Для Ричарда Уильямсона и всей группы снятие отлучения отягощалось общественным резонансом, который вызвали заявления Уильямсона шведскому телевидению относительно Холокоста (см. раздел «Отрицание Холокоста и антисемитизм»). В 2012 году, в том числе из-за этой ситуации, он был вынужден оставить пост ректора семинарии в Аргентине и вернуться «на три с половиной года гнить на лондонский чердак, не выполняя епископских функций, поскольку в этом было ему отказано».

### Исключение из FSSPX
В конце августа 2012 года епископ Уильямсон, не спрашивая разрешения у генерального настоятеля, направился в Бразилию, в монастырь Санта-Крус, для совершения таинства конфирмации и чтения лекций. В этот период руководство Братства, вероятно, потребовало, чтобы Уильямсон в письменном виде декларировал своё послушание настоятелям, в том числе согласие не выступать публично и не совершать таинства без явного позволения. Уильямсон этого не сделал, и по истечении крайнего срока 4 октября 2012 года генеральный настоятель Бернар Фелле и генеральный совет исключили его из Братства св. Пия Х. Региональный настоятель в Англии предложил Уильямсону пенсию и временное место проживания в обмен на закрытие регулярной колонки Eleison Comments. Уильямсон попросил разрешения продолжать публиковать её и по истечении 36 лет службы в FSSPX остался без пенсии и места жительства. 19 октября 2012 года он опубликовал открытое обращение в епископу Фелле, где назвал причины, по которым его исключили из FSSPX:

Причины, по которым вы решили исключить своего слугу, как вы мне говорите, следующие: он продолжал публиковать Eleison Comments; он нападал на власти Братства; он осуществлял независимое апостольство; он оказывал поддержку мятежным коллегам; он был формально, упрямо и настойчиво непослушен; он отделился от Братства; он больше не подчиняется никакой власти.
Оригинальный текст (англ.)The reasons you give for your decision to exclude your servant are, you tell me, the following: he has continued to publish the “Eleison Comments”; he has attacked the authorities of the Society; he has exercised an independent apostolate; he has given support to rebellious colleagues; he has been formally, obstinately and pertinaciously disobedient; he has separated himself from the Society; he no longer submits to any authority.

После изгнания Уильямсон жил в Эпсоме и продолжал путешествовать по миру с проповедью и духовной помощью верующим. В 2014 году при помощи благотворителей он приобрёл дом в Бродстейрс, «в пяти минутах пешком от моря, которое создал Бог и которое либералы не могут тронуть».
19 марта 2015 года епископ Уильямсон совершил единоличное рукоположение в епископы отца Жана-Мишеля Фора, который покинул FSSPX в 2014 году из-за несогласия с их политикой примирения с Римом. Церемония прошла в городе Нова-Фрибургу (Бразилия), в монастыре Санта-Круз. За рукоположение в епископы без разрешения Святого Престола оба, согласно декларации Рима, подверглись автоматическому отлучению. Уильямсон отлучение не признал, поскольку, по собственному утверждению, «действовал из необходимости».
19 марта 2016 года епископ Уильямсон и епископ Фор рукоположили в епископы отца Томаша де Акуино Феррейра да Кошту. Рукоположение состоялось в монастыре Санта-Круз. Феррейра да Кошта, основатель этого монастыря, вначале разорвал отношения с материнским монастырём Ле-Барру, когда его настоятель дом Жерар Кальве не поддержал рукоположения, совершённые архиепископом Лефевром в 1988 году, а в 2012 году разорвал отношения также с FSSPX, сообщив епископу Бернару Фелле, что не поддерживает попытки примирения с Римом. Потеряв поддержку FSSPX и возможность рукополагать священников, Феррейра да Кошта обратился за помощью к епископу Уильямсону и был им рукоположен в епископы.
11 мая 2017 года епископы Уильямсон, Фор и Феррейра да Кошта рукоположили в епископы отца Херардо Сендехаса, проведя церемонию в Виенне, штат Виргиния (США), в независимом приходе св. Афанасия.

### Смерть
В пятницу, 24 января 2025 года, у епископа Уильямсона произошло внутримозговое кровоизлияние. Он был госпитализирован в Больницу королевы Елизаветы Королевы-матери в Маргите и умер 29 января 2025 года в 23:23.

## Взгляды

### Отрицание Холокоста и антисемитизм
В ноябре 2008 года во время телевизионного интервью, которое показало шведское телевидение, епископу были заданы вопросы относительно Холокоста. Ричард Уильямсон сначала высказался, что у него существуют сомнения относительно масштабов Холокоста, в частности он не верит в то, что в нацистских лагерях были убиты шесть миллионов евреев. Епископ заявил в интервью: «Я думаю, что в нацистских концлагерях погибли где-то двести-триста тысяч евреев, но никто из них не погиб в газовых камерах». Он сказал: «Да, это моё мнение, я думаю, что газовые камеры никогда не существовали». При этом он утверждал, что не могло существовать печей такой высоты и формы, а двери газовых камер, которые показывают туристам в Освенциме, не могли герметично закрываться. Отвечая на вопрос журналиста, считает ли он себя антисемитом, Уильямсон ответил: «Антисемитизм плох только тогда, когда он идёт против правды, но, если уже существуют достоверные факты, он не может быть плохим».
Дата выхода интервью — 21 января 2009 года — совпала с датой отмены отлучения Уильямсона, поэтому последовала реакция на оба этих события. В адрес Бенедикта XVI была вызвана резкая критика не только со стороны еврейских организаций, но также многих католиков и других неевреев. Государственный секретариат Ватикана пояснил, что снимая экскомунику с епископа Ричарда Уильямсона, Папа не знал о его взглядах относительно Холокоста; условием его допуска к выполнению епископского служения в Церкви будет однозначное и публичное отречение от этих взглядов. В специальный Ноте была припомнена однозначная позиция Бенедикта XVI по уничтожению еврейского народа нацистским режимом, о чём он неоднократно заявлял, а также решительно отмежевался от взглядов епископа Уильямсона.
Генеральный настоятель FSSPX Бернар Фелле в связи с интервью Уильямсона заявил, что его слова не отражают позиции Священнического братства, а самому Уильмсону впредь запрещается высказываться по вопросам политики и истории. 28 января 2009 года епископ Уильямсон направил кардиналу Кастрильону Ойосу письмо, в котором высказал сожаление о том, что доставил ему и Святому Отцу «ненужные проблемы». 26 февраля 2009 года он сделал публичное заявление:

Наблюдая эти последствия, я могу честно сказать, что сожалею, что сделал такие ремарки, и что, если бы я заранее знал весь вред и боль, которые они принесут, особенно Церкви, но также выжившим и родственникам жертв несправедливости в Третьем рейхе, я бы их не делал. На шведском телевидении я высказал только мнение неисторика («Я думаю...» «Я думаю...»), мнение, сформированное 20 лет назад на основе доступных тогда доказательств, и с тех пор редко высказываемое публично.}}
Оригинальный текст (англ.)Observing these consequences I can truthfully say that I regret having made such remarks, and that if I had known beforehand the full harm and hurt to which they would give rise, especially to the Church, but also to survivors and relatives of victims of injustice under the Third Reich, I would not have made them. On Swedish television I gave only the opinion (“I believe ...” “I believe ... ”) of a non-historian, an opinion formed 20 years ago on the basis of evidence then
available, and rarely expressed in public since.

Конференция епископов Римско-католической церкви Швейцарии осудила высказывания Уильямсона и заявила, что католическая церковь «ни при каких обстоятельствах не может принять это отрицание Холокоста».
Впоследствии Бенедикт XVI в письме к епископам высказывал сожаление о том, как повернулась вся ситуация:

Неожиданным и неудачным фактом оказалось для меня то, что на снятие отлучений наложилось дело Уильямсона. Сдержанный жест милосердия в адрес четырёх епископов, посвященных в сан действительным, но незаконным образом, внезапно предстал чем-то совершенно иным: отказом от примирения между христианами и иудеями, а следовательно — отречением от того путеводного принципа, который в этом отношении установил для Церкви [Второй Ватиканский] Собор.

Совет немецких еврейских общин обратился с запросом о том, может ли епископ Уильямсон быть привлечён к ответственности, поскольку в Германии отрицание Холокоста является преступлением. Прокуратура немецкого города Регенсбург завела уголовное дело на епископа Ричарда Уильямсона по факту его высказываний по поводу Холокоста. В октябре 2010 года баварский суд приговорил епископа Уильямсона за отрицание Холокоста к штрафу в 10 тысяч евро. Адвокат Уильямсона Метиас Лоссманн (нем. Matthias Lossmann) сообщил, что его подзащитному разрешили выплачивать штраф постепенно, по 100 евро ежедневно в течение 120 дней (позже штраф уменьшили до 6,5 тысячи евро). Сам Уильямсон по требованию генерального настоятеля FSSPX не участвовал в заседаниях лично, чтобы избежать дальнейших потрясений и резонанса со стороны СМИ. 22 февраля 2012 года суд снял с него обвинение как «неадекватно составленное», однако через год, 16 января 2013 года, его обвинили в разжигании расовой ненависти и оштрафовали на 1600 евро как на данный момент безработного.

### Поддержка Путина и нападения на Украину
В мае 2022 года во время проповеди в Варшаве поддержал президента России Владимира Путина и вторжение России на Украину. Уильямсон сказал: «Цель Владимира Путина — денацификация и демилитаризация Украины. Но глупая Европа, которая следует за США, хочет разрушить Россию, и война может стать ещё тяжелее».